# Ross Turnbull
Ross Turnbull (Bishop Auckland, 4 januari 1985) is een Engelse voetballer.

## Clubcarrière

### Middlesbrough
Na proefperiodes bij Darlington en Sunderland kwam Turnbull terecht in de opleiding van Middlesbrough. In 2002 tekende hij zijn eerste profcontract voor deze club en in 2003 nam hij deel aan het Wereldkampioenschap onder 20 jaar.
In juli 2007 tekende Turnbull een huurcontract bij Cardiff City, waar hij de vervanger werd van Neil Alexander. Hij begon als eerste keeper, maar na een paar fouten werd hij vervangen door Michael Oakes. Hij belandde op de bank en werd op 5 oktober 2007 teruggehaald naar Middlesbrough.
In de zomer van 2008 vertrok eerste doelman Mark Schwarzer bij de club en Turnbull kreeg zijn kans in het eerste elftal. In 2008/09 speelde hij 22 duels en Middlesbrough wilde zijn contract verlengen. Turnbull gaf echter aan dat hij wilde vertrekken zodra zijn contract afliep, halverwege 2009.

### Chelsea
Op 2 juli 2009 werd bekend dat Chelsea de nieuwe werkgever van Turnbull zou worden. Hij kwam op de bank te zitten, omdat Petr Čech de onbetwiste eerste keus was bij Chelsea. Hij maakte zijn debuut voor het eerste elftal in de League Cup, tijdens een wedstrijd tegen Bolton Wanderers.

## Statistieken
| seizoen | club                 | land     | competitie          | wed. | goals |
| ------- | -------------------- | -------- | ------------------- | ---- | ----- |
| 2002/03 | Middlesbrough FC     | Engeland | Championship        | 0    | 0     |
| 2002/03 | → Darlington FC      | Engeland | Conference National | 1    | 0     |
| 2003/04 | → Barnsley FC        | Engeland | Conference National | 3    | 0     |
| 2003/04 | → Bradford City AFC  | Engeland | Championship        | 2    | 0     |
| 2004/05 | → Barnsley FC        | Engeland | Championship        | 23   | 0     |
| 2005/06 | → Crewe Alexandra FC | Engeland | League Two          | 29   | 0     |
| 2006/07 | Middlesbrough FC     | Engeland | Championship        | 3    | 0     |
| 2007/08 | → Cardiff City FC    | Engeland | Championship        | 6    | 0     |
| 2007/08 | Middlesbrough FC     | Engeland | Championship        | 2    | 0     |
| 2008/09 | Middlesbrough FC     | Engeland | Championship        | 22   | 0     |
| 2009/10 | Chelsea FC           | Engeland | Premier League      | 2    | 0     |
| 2010/11 | Chelsea FC           | Engeland | Premier League      | 0    | 0     |
| 2011/12 | Chelsea FC           | Engeland | Premier League      | 2    | 0     |
| 2012/13 | Chelsea FC           | Engeland | Premier League      | 3    | 0     |
| 2013/14 | Doncaster Rovers     | Engeland | Championship        | 28   | 0     |
| 2014/15 | Barnsley FC          | Engeland | League one          | 22   | 0     |
| 2015/16 | Leeds United         | Engeland | Championship        | 0    | 0     |
| 2016/17 | Leeds United         | Engeland | Championship        | 0    | 0     |
|         |                      |          | Totaal              | 148  | 0     |

## Erelijst
Chelsea FC
- UEFA Champions League

2012
- UEFA Europa League

2013